# كلاتة تيمور
كلاتة تيمور هي قرية في مقاطعة كوهسرخ، إيران. يقدر عدد سكانها بـ 116 نسمة بحسب إحصاء 2016.